# Le Jour de bonté
Le Jour de bonté, H. 194 (en francès, El dia de la bondat), és una òpera en tres actes (sense acabar) composta per Bohuslav Martinů el 1930-1931, sobre un llibret en francès de Georges Ribemont-Dessaignes (sota el pseudònim de J. L. Budín) basat en un tema d'Ilià Erenburg. Es va estrenar el 28 de març de 2003 al Teatre Jihočeské de České Budějovice, a la República Txeca, dirigida per Milan Kaňák.
És una comèdia amb una trama que explica la història surrealista de dos pagesos que visiten París tractant de fer el bé en el «dia de la bondat» i que veuen com els seus esforços són rebutjats pels habitants de la ciutat. L'argument és ximple, però el llibret conté força drama que Martinů maneja amb l'habilitat habitual.

## Galeria

Fotografies de l'estrena mundial de l'òpera, Fotografies: Bohuslava Maříková
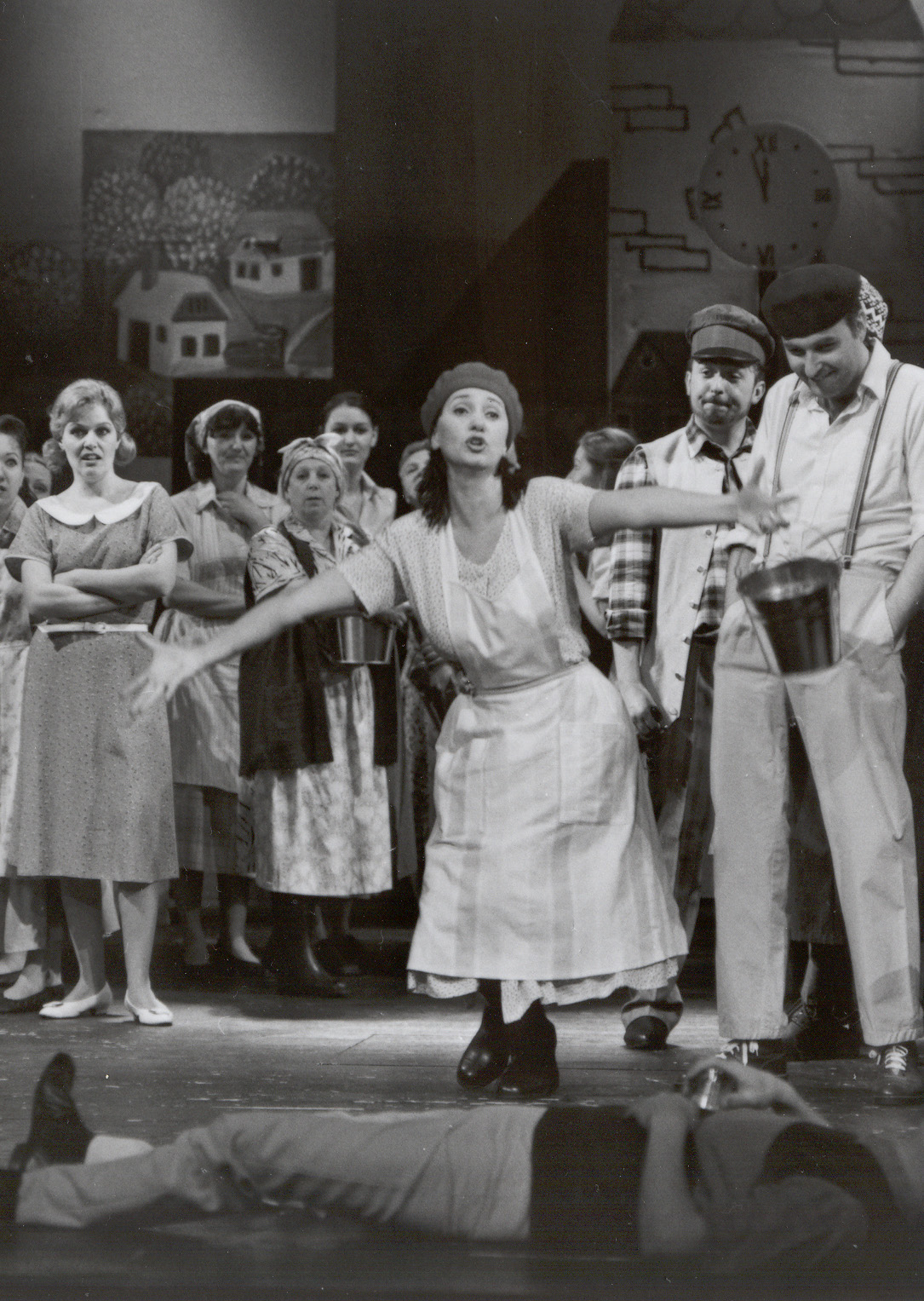
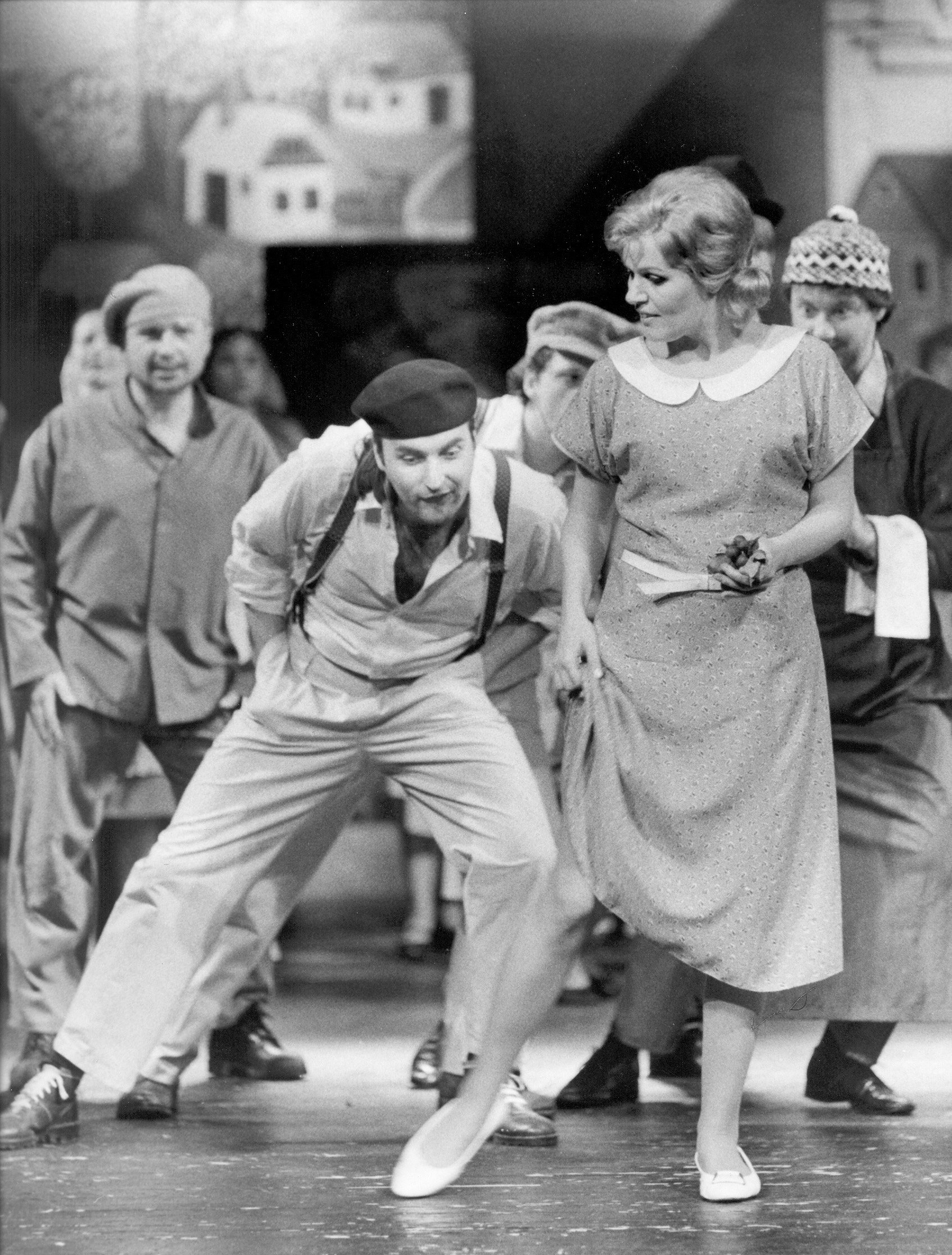
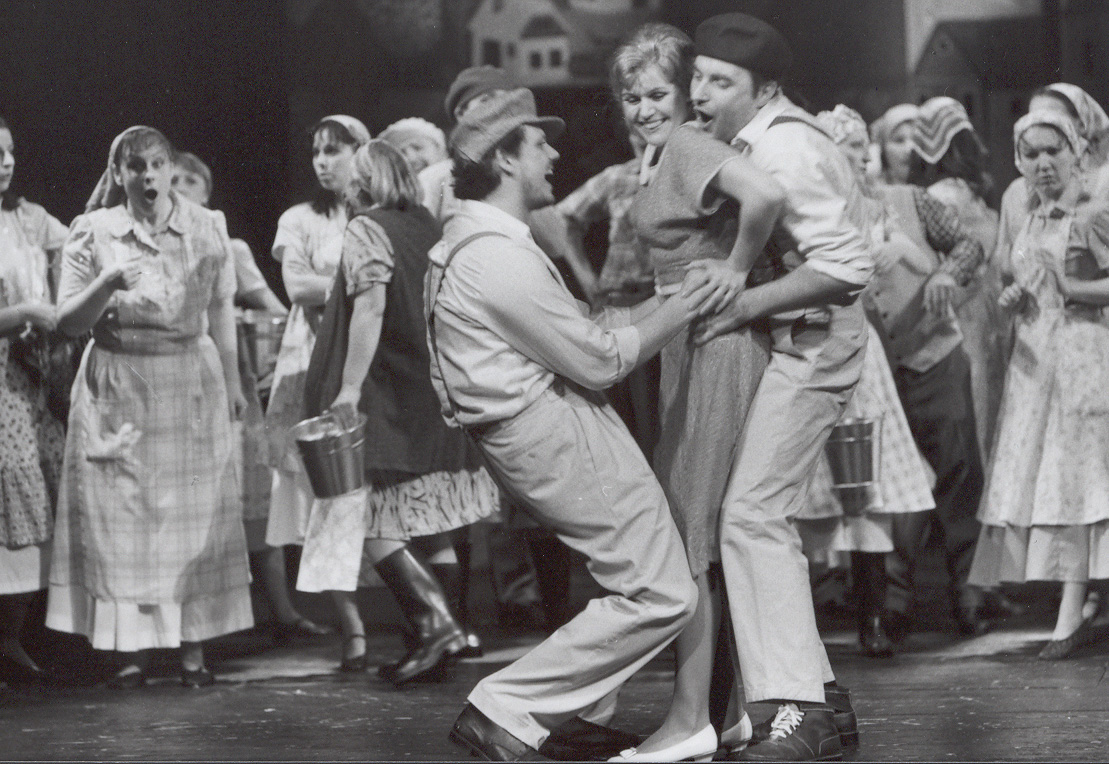

## Enregistraments
- 2010: Milan Kaňák (director). Tomas Bijok, Petr Matuszek, Irena Troupová, Peter Poldauf. Orquestra Filharmònica de Pilsen i Cor de Cambra de Praga. Arco Diva. UP 0121-2 131.[3]